# Piruetas
"Piruetas" é uma canção de Chico Buarque com participação do grupo Os Trapalhões, lançada em 1981, para a trilha sonora do filme Os Saltimbancos Trapalhões.

## Trilha sonora
- 1981 – Os Saltimbancos Trapalhões (interpreta por Lucinha Lins e Os Trapalhões), lançada em LP.
- 2008 – A Turma do Didi (cantada por Renato Aragão e A Turma do Didi), não lançada em CD e DVD.
- 2013 – Chiquititas (cantada por Márcio Werneck e os Parlapatões), lançada em CD.
- 2017 – Os Saltimbancos Trapalhões: Rumo a Hollywood

## Créditos
Créditos adaptados do Discos do Brasil.
- Chico Buarque – Composição e Voz
- Luis Enriquez Bacalov – Composição, arranjos
- Sergio Bardotti – Composição
- Os Trapalhões – Voz
  - Renato Aragão – Voz
  - Mussum – Voz
  - Zacarias – Voz
  - Dedé Santana – Voz